# Liste des aéroports au Burundi
Voici une liste des aéroports du Burundi, triés par emplacement.

## Aéroports
| Ville      | Province       | OACI | AITA | Nom                                     | Coordonnées                     |
| ---------- | -------------- | ---- | ---- | --------------------------------------- | ------------------------------- |
| Bujumbura  | Bujumbura (en) | HBBA | BJM  | Aéroport international Melchior Ndadaye | 3° 19′ 26,2″ S, 29° 19′ 06,6″ E |
| Gitega     | Gitega         | HBBE | GID  | Aéroport de Gitega (en)                 | 3° 25′ 02,9″ S, 29° 54′ 43,1″ E |
| Nyanza-Lac | Makamba        | HBBL |      | Aéroport de Nyanza-Lac (en) (fermé)     | 4° 20′ 20,9″ S, 29° 36′ 02,5″ E |
| Kirundo    | Kirundo        | HBBO | KRE  | Aéroport de Kirundo (en)                | 2° 32′ 40,9″ S, 30° 05′ 41″ E   |